# موكوبي
موكوبي تراوريه (بالفرنسية: Mokobé Traoré)‏ المعروف في الوسط الفني باسم موكوبي (بالفرنسية: Mokobé)‏ وهو مغني راب فرنسي من أصول مالية ولد في يوم 24 مايو 1976 في فيتري سور سين، فرنسا. وهو عضو في مجموعة 113 الفرنسية إلى جانب ريم كيه وآي بي. لديه أيضًا مسيرته المهنية الفردية بإصدار ألبومين أفريقيا بلدي (بالفرنسية: Mon Afrique)‏ في 2007 وأفريقيا إلى الأبد (بالإنجليزية: Africa Forever)‏ في 2011.
وُلد موكوبي لأب من مالي–سنغالي وأم من مالي–موريتانية. كان عضوًا مؤسسًا لمجموعة 113 وظهرت أعماله في الألبومات الجماعية للفرقة. كما شارك بنشاط في الجوانب الفنية للفرقة وشارك في العروض الحية للفرقة. كما كان مسؤولاً عن الصورة الإعلامية للفرقة (المرئيات، ومقاطع الفيديو الموسيقية، وأقراص الفيديو الرقمية، والمقابلات، والعلاقات العامة)، وأصبح مديرًا فعليًا لعمليات 113.

## روابط خارجية
- موكوبي على موقع IMDb (الإنجليزية)
- موكوبي على موقع ألو سيني (الفرنسية)
- موكوبي على موقع ميوزك برينز (الإنجليزية)
- موكوبي على موقع أول ميوزيك (الإنجليزية)
- موكوبي على موقع ديسكوغز (الإنجليزية)